# Reflection
Reflection е дебютният албум на американската група Фифт Хармъни, издаден през януари 2015 г. Включва в себе си 11 музикални изпълнения, от него са излезли три сингъла „Boss“, „Sledgehammer“ и „Worth It“.

## Списък с песните

### Оригинален траклист
1. „Top Down“ – 3:40
2. „Boss“ – 2:51
3. „Sledgehammer“ – 3:50
4. „Worth It“ (с Кид Инк) – 3:44
5. „This is How We Roll“ – 4:32
6. „Everlasting Love“ – 3:04
7. „Like Mariah“ (с Тайга) – 3:28
8. „Them Girls Be Like“ – 2:42
9. „Reflection“ – 3:08
10. „Suga Mama“ – 3:39
11. „We Know“ – 2:57

### Делукс издание
1. „Going Nowhere“ – 3:34
2. „Body Rock“ – 4:03
3. „Brave Honest Beautiful“ (с Мегън Трейнър) – 3:28

### Google Play ексклузивно издание
1. „I'm in Love with a Monster“ – 3:31
2. „Worth It (Dame Esta Noche)“ – 3:43

### Японско делукс издание
1. „Don't Wanna Dance Alone“ – 3:50
2. „Miss Movin' On“ – 3:14
3. „Better Together“ – 3:14
4. „Who Are You“ – 3:56
5. „Leave My Heart Out of This“ – 3:50
6. „Me & My Girls“ – 3:24
7. „I'm in Love with a Monster“ – 3:31
8. „Miss Movin' On (Papercha$er Remix)“ – 4:07